# サルド
サルド(Sardo)は、ハードタイプのアルゼンチンのチーズである。牛乳から作るチーズであるが、羊乳から作るペコリーノ・ロマーノと似て、削って用いる。イタリア産の羊乳チーズであるペコリーノ・サルドとは異なるものである。伝統的に、動物のレンネットにより凝固される。風味は芳醇かつ濃厚で、軽い塩味がある。色は白みがかった黄色で、約6.5ポンド（2.9kg）の塊で販売される。サルドは、アメリカ合衆国の牛乳に対する食品の品質に関する基準に適合している。